# Gigha

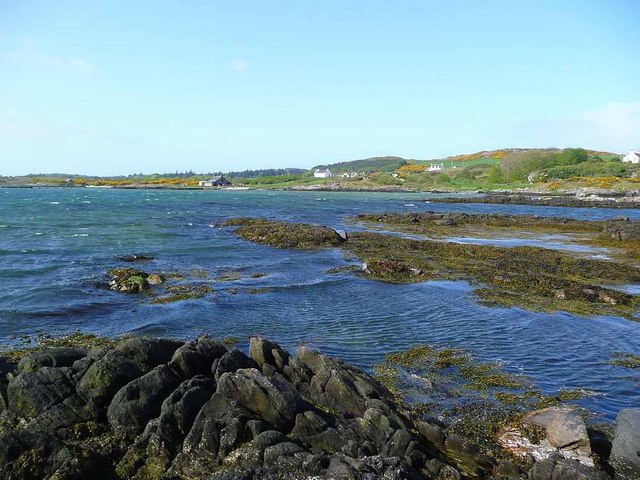
Gigha: la baia di Ardminish (Ardminish Bay)

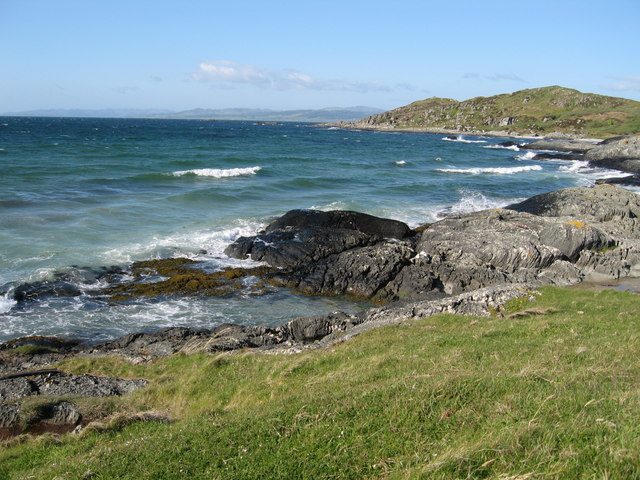
Un tratto di costa dell'isola

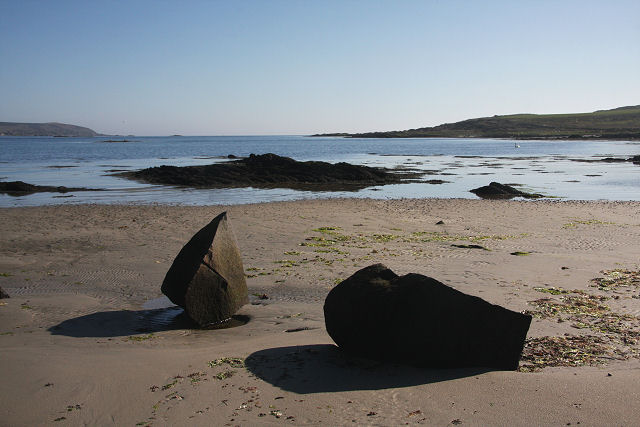
Una spiaggia di Gigha

Gigha (pron.: /'gi:ə/; in gaelico scozzese: Giogha, pron.: /ˈkʲi.ə/; 13,95 km²) è un'isola sull'Oceano Atlantico della Scozia nord-occidentale, facente parte dell'arcipelago delle isole Ebridi Interne e - dal punto di vista amministrativo - dell'area dell'Argyll e Bute. È la più meridionale del gruppo delle Ebridi Interne Meridionali; conta una popolazione di circa 150-160 abitanti.
Centro principale dell'isola è Ardminish.
L'isola è di proprietà del The Isle of Gigha Heritage.

## Etimologia
Il toponimo Gigha/Giogha deriva dall'antico nordico Guðey e significa forse "isola di Dio" o "isola buona".

## Geografia

### Collocazione
Gigha si trova a 3 km dalla terraferma, al largo della penisola di Kintyre, da cui è separata dal Gigha Sound

### Dimensioni e territorio
L'isola misura circa 10 km da nord a sud.

## Geologia
L'isola è composta da rocce vulcaniche e metamorfiche.

## Demografia
Al censimento del 2011, l'isola di Gigha contava una popolazione pari a 163 abitanti.
L'isola ha conosciuto un nuovo incremento demografico rispetto al 2001, quando la popolazione era scesa a 110 abitanti, ovvero in netto calo rispetto al 1991, quando contava 143 abitanti e al 1981, quando ne contava 153.
L'apice demografico fu raggiunto nel 1841, quando la popolazione era pari a 550 abitanti.

## Storia
L'isola è menzionata come Guðey nel 1263, quando fu visitata dal re norvegese Hákon.
Nel XIV secolo, l'isola di Gigha divenne di proprietà della famiglia MacDonald.
Nel 1449, parte dell'isola divenne però di proprietà della famiglia McNeills, che ne divennero gli unici proprietari nel 1493
In seguito, tornò per un periodo (1554-1590) di proprietà dei MacDonald, prima di tornare nuovamente sotto il controllo dei McNeills.
Successivi proprietari dell'isola furono la famiglia Scarlett (dal 1865) e James Horlick (dal 1844).
|  |

L'ultimo privato a possedere Gigha fu un uomo d'affare di nome Derek Holt, da cui, nel 2002, gli abitanti si comprarono l'isola per 4 milioni di sterline, promuovendo una vera e propria rinascita economica, sociale ed ambientale grazie a: 
-la rilocalizzazione della produzione agricola,
-un programma di compravendita di alloggi a prezzi abbordabili
-la promozione di attività turistiche responsabili e sostenibili.
Successivamente gli abitanti finanziarono la costruzione del primo parco eolico cooperativo della Scozia che fornisce energia elettrica al paese e gli eccessi vengono venduti alla rete nazionale.
In pochi anni gli abitanti sono riusciti ad arrestare la decrescita demografica e il declino economico che affliggeva l'isola da molti anni.

## Monumenti e luoghi d'interesse

### Kilchattan Chapel
Tra i principali monumenti dell'isola, figurano le rovine della Kichattan Chapel, un edificio religioso risalente al XIII secolo e situato ad Ardminish.

### Achamore House
Altro edificio d'interesse è l'Achamore House, che fu costruito nel 1884 per il Capitano James Scarlett e ricostruito dopo un incendio nel 1896. L'edificio circondato da giardini, appartenne in seguito a Sir James Horlick, che aveva acquisito l'isola nel 1944

## Trasporti
L'isola è raggiungibile via traghetto dalla località di Tayinloan, nella penisola di Kintyre.